# Terremoto de Nariño de 2018
El terremoto de Nariño de 2018 fue un movimiento telúrico que se registró en la ciudad de Pasto, Colombia, a las 04:35 (hora local) (09:35 UTC) del 12 de junio. Su origen del sismo es localizado en el volcán Galeras.

## Eventos
Un sismo de 4.5 grados en la escala de magnitud de momento sacudió al sur y occidente de Colombia. Su epicentro fue en la zona del volcán Galeras en jurisdicción de Pasto, en el departamento de Nariño. Ocurrió el 12 de junio de 2018 a las 4:35 a. m. Hora local de Colombia (UTC-5). Tuvo una profundidad de 30 kilómetros. Se pudo sentir en los municipios del Nariño, Chachagüí, Yacuanquer, Sandoná, Ancuya y Funes.
Un minuto después, a las 4:36 a. m., se presentó la primera replica y de hecho la más fuerte de todas, la cual tuvo una magnitud de 4.3 grados en la escala de richter
La zona afectada de la capital del Nariño sufrió daños en estructuras en las cuales se afectaron en los sectores de Briceño y Mapachico. Hubo 2 fallecidos y 7 heridos leves tras del sismo.